# Bourguignon-sous-Montbavin
Bourguignon-sous-Montbavin és un municipi francès situat al departament de l'Aisne i a la regió dels Alts de França. L'any 2007 tenia 129 habitants.

## Demografia

### Població
El 2007 la població de fet de Bourguignon-sous-Montbavin era de 129 persones. Hi havia 52 famílies de les quals 16 eren unipersonals (12 homes vivint sols i 4 dones vivint soles), 16 parelles sense fills, 16 parelles amb fills i 4 famílies monoparentals amb fills.
La població ha evolucionat segons el següent gràfic:
Habitants censats

### Habitatges
El 2007 hi havia 68 habitatges, 55 eren l'habitatge principal de la família, 8 eren segones residències i 5 estaven desocupats. 66 eren cases i 2 eren apartaments. Dels 55 habitatges principals, 48 estaven ocupats pels seus propietaris, 6 estaven llogats i ocupats pels llogaters i 1 estava cedit a títol gratuït; 1 tenia una cambra, 3 en tenien dues, 5 en tenien tres, 9 en tenien quatre i 37 en tenien cinc o més. 45 habitatges disposaven pel capbaix d'una plaça de pàrquing. A 25 habitatges hi havia un automòbil i a 24 n'hi havia dos o més.

### Piràmide de població
La piràmide de població per edats i sexe el 2009 era:
| Homes | Edats   | Dones |
| ----- | ------- | ----- |
| 0     | 95 o +  | 0     |
| 0     | 90 a 94 | 0     |
| 0     | 85 a 89 | 4     |
| 0     | 80 a 84 | 0     |
| 4     | 75 a 79 | 4     |
| 4     | 70 a 74 | 0     |
| 4     | 65 a 69 | 4     |
| 4     | 60 a 64 | 8     |
| 4     | 55 a 59 | 0     |
| 8     | 50 a 54 | 16    |
| 4     | 45 a 49 | 8     |
| 0     | 40 a 44 | 0     |
| 4     | 35 a 39 | 4     |
| 4     | 30 a 34 | 4     |
| 12    | 25 a 29 | 0     |
| 4     | 20 a 24 | 0     |
| 0     | 15 a 19 | 4     |
| 4     | 10 a 14 | 0     |
| 0     | 5 a 9   | 0     |
| 0     | 0 a 4   | 0     |

## Economia
El 2007 la població en edat de treballar era de 76 persones, 55 eren actives i 21 eren inactives. De les 55 persones actives 51 estaven ocupades (27 homes i 24 dones) i 4 estaven aturades (2 homes i 2 dones). De les 21 persones inactives 12 estaven jubilades, 3 estaven estudiant i 6 estaven classificades com a «altres inactius».

### Ingressos
El 2009 a Bourguignon-sous-Montbavin hi havia 55 unitats fiscals que integraven 139 persones, la mediana anual d'ingressos fiscals per persona era de 18.793 €.

### Activitats econòmiques
Dels 3 establiments que hi havia el 2007, 1 era d'una empresa de comerç i reparació d'automòbils, 1 d'una empresa immobiliària i 1 d'una entitat de l'administració pública.

## Equipaments sanitaris i escolars
El 2009 hi havia una escola elemental integrada dins d'un grup escolar amb les comunes properes formant una escola dispersa.

## Poblacions més properes
El següent diagrama mostra les poblacions més properes.